# John Brenneman
John Gary Brenneman (né le 5 janvier 1943 à Fort Erie, en Ontario au Canada) est un joueur de hockey sur glace. Il évolue au poste d'ailier gauche.

## Carrière de joueur
Il commence sa carrière junior avec les Teepees de Saint Catharines dans la l'Association de hockey de l'Ontario (OHA) en 1959-1960. Ils remportent les séries éliminatoires, gagnant ainsi la Coupe J.-Ross-Robertson, puis le Trophée George T. Richardson les désignant comme champion de l'Est du Canada. Ils disputent ainsi la Coupe Memorial qu'ils remportent aussi. Il dispute avec eux encore 3 saisons, la dernière l'équipe étant renommée les Black Hawks de Saint Catharines.
À la fin de la saison 1962-1963, il obtient sa chance en Ligue américaine de hockey (LAH) avec les Bisons de Buffalo. Il dispute quatre matchs de série éliminatoire.
La saison suivante, il joue pour les Braves de Saint-Louis dans la Ligue centrale professionnelle de hockey. En 70 matchs, il obtient 75 points et termine 9e au classement des points obtenus, ce qui lui vaut d'être nommé dans la première équipe d'étoiles de la ligue.
Il commence la saison 1964-1965, en jouant pour les Blackhawks de Chicago en Ligue nationale de hockey (LNH) et leur club école, les Braves de Saint-Louis en LCPH, mais est échangé aux Rangers de New York, le 4 février 1965.
La saison suivante, toujours sous contrat avec les Rangers, il va disputer trois championnats différents : la LNH avec les Rangers de New York, la LAH avec les Clippers de Baltimore et la LCPH avec les Rangers du Minnesota. 
Le 15 juin 1966, lors du repêchage intra-ligue, il est réclamé par les Maple Leafs de Toronto pour compenser la perte d'Orland Kurtenbach . il va disputer une saison sous leurs couleurs, ainsi que celle de leur club école, les Americans de Rochester.Il n'est, malheureusement pour lui, pas dans le contigent lors de la victoire de la coupe Stanley.
lors du repêchage d'expansion de la LNH, le 5 juin 1967, il est réclamé par les Blues de Saint-Louis en 102e position .
Il ne dispute aucun  match pour Saint-Louis, car il est échangé le 9 octobre 1967 aux Red Wings de Détroit.
Il commence donc la saison 1967-1968, au sein des Red wings et de leur club école, les Wings de Fort Worth en LCPH. le 9 janvier 1968, il est échangé aux Seals d'Oakland, avec qui il dispute 31 rencontre de LNH. il dispute aussi 5 partie pour leur club école, les Gulls de San Diego qui évoluent dans la Western Hockey League (WHL).
Il dispute une dernière saison dans la LNH en 1968-1969 avec les Seals, mais passe la majeur parte de la saison dans le club école, les Barons de Cleveland.
Après une année sans disputer de matchs de hockey, il revient avec les Gems de Dayton, une équipe évoluant dans la Ligue internationale de hockey (LIH).
En 1973-1974, il dispute 16 rencontres dans le championnat de hockey senior de l'Ontario, une ligue amateur, avec les Hornets de Cambridge.
lors de la saison 1974-1975, il tente une aventure en Europe et dispute 28 parties pour l'Innsbruck EV, dans le Championnat d'Autriche de hockey sur glace (ÖEL).

## Trophées et récompenses[1]
- Ontario Hockey Association (OHA)
  - 1959-1960 – Coupe J.-Ross-Robertson : champion des séries éliminatoires
  - 1959-1960 – Trophée George-Richardson : champion de l’Est Canadien
  - 1959-1960 – Coupe Memorial : champion National
- Ligue centrale professionnelle de hockey (LCPH)
  - 1963-1964 - Ailier gauche sur la Première équipe d'étoiles de la ligue

## Transactions
- Le 4 février 1965, il est échangé par les Black Hawks de Chicago en compagnie de Wayne Hillman et de Doug Robinson aux Rangers de New York, en retour de Wally Chevrier, Camille Henry, Don Johns et de Billy Taylor Jr[3].

- Le 15 juin 1966, lors du repêchage intra-ligue, il est réclamé en compensation  d'Orland Kurtenbach par les Maple Leafs de Toronto[4].

- Le 5 juin 1967, il est réclamé par les Blues de Saint-Louis en 102e position du repêchage d'expansion de la LNH[5].

- Le 9 octobre 1967, il est échangé par les Blues de Saint-Louis aux Red Wings de Détroit, en retour de Craig Cameron, Don Giesebrecht et de Larry Hornung[3].

- Le 9 janvier 1968, il est échangé par les Red Wings de Détroit en compagnie de Ted Hampson et de Bert Marshall aux Seals d'Oakland, en retour de Kent Douglas[3].

## Statistiques
| Saison     | Équipe                          | Ligue      |     | Saison régulière | Saison régulière | Saison régulière | Saison régulière | Saison régulière |   | Séries éliminatoires | Séries éliminatoires | Séries éliminatoires | Séries éliminatoires | Séries éliminatoires |
| Saison     | Équipe                          | Ligue      | PJ  | B                | A                | Pts              | Pun              | PJ               | B | A                    | Pts                  | Pun                  |                      |                      |
| 1959-1960  | Teepees de Saint Catharines     | OHA        | 48  | 11               | 18               | 29               | 17               | 17               | 5 | 3                    | 8                    | 8                    |                      |                      |
| 1959-1960  | Teepees de Saint Catharines     | M-cup      |     |                  |                  |                  |                  | 14               | 5 | 8                    | 13                   | 2                    |                      |                      |
| 1960-1961  | Teepees de Saint Catharines     | OHA        | 48  | 12               | 13               | 25               | 26               | 6                | 2 | 4                    | 6                    | 2                    |                      |                      |
| 1961-1962  | Teepees de Saint Catharines     | OHA        | 49  | 12               | 30               | 42               | 10               | 6                | 2 | 4                    | 6                    | 2                    |                      |                      |
| 1962-1963  | Black Hawks de Saint Catharines | OHA        | 48  | 31               | 27               | 58               | 38               |                  |   |                      |                      |                      |                      |                      |
| 1962-1963  | Bisons de Buffalo               | LAH        |     |                  |                  |                  |                  | 4                | 1 | 0                    | 1                    | 0                    |                      |                      |
| 1963-1964  | Braves de Saint-Louis           | LCPH       | 70  | 28               | 47               | 75               | 28               | 6                | 2 | 1                    | 3                    | 11                   |                      |                      |
| 1964-1965  | Blackhawks de Chicago           | LNH        | 17  | 1                | 0                | 1                | 2                |                  |   |                      |                      |                      |                      |                      |
| 1964-1965  | Braves de Saint-Louis           | LCPH       | 27  | 7                | 17               | 24               | 20               |                  |   |                      |                      |                      |                      |                      |
| 1964-1965  | Rangers de New York             | LNH        | 22  | 3                | 3                | 6                | 6                |                  |   |                      |                      |                      |                      |                      |
| 1965-1966  | Rangers de New York             | LNH        | 11  | 0                | 0                | 0                | 14               |                  |   |                      |                      |                      |                      |                      |
| 1965-1966  | Clippers de Baltimore           | LAH        | 33  | 5                | 8                | 13               | 16               |                  |   |                      |                      |                      |                      |                      |
| 1965-1966  | Rangers du Minnesota            | LCPH       | 20  | 10               | 7                | 17               | 16               | 7                | 0 | 2                    | 2                    | 0                    |                      |                      |
| 1966-1967  | Maple Leafs de Toronto          | LNH        | 41  | 6                | 4                | 10               | 4                |                  |   |                      |                      |                      |                      |                      |
| 1966-1967  | Americans de Rochester          | LAH        | 13  | 3                | 10               | 13               | 4                | 13               | 0 | 3                    | 3                    | 0                    |                      |                      |
| 1967-1968  | Red Wings de Détroit            | LNH        | 9   | 0                | 2                | 2                | 0                |                  |   |                      |                      |                      |                      |                      |
| 1967-1968  | Wings de Fort Worth             | LCPH       | 14  | 5                | 2                | 7                | 10               |                  |   |                      |                      |                      |                      |                      |
| 1967-1968  | Seals d'Oakland                 | LWH        | 31  | 10               | 8                | 18               | 14               |                  |   |                      |                      |                      |                      |                      |
| 1967-1968  | Gulls de San Diego              | WHL        | 5   | 2                | 2                | 4                | 4                |                  |   |                      |                      |                      |                      |                      |
| 1968-1969  | Seals d'Oakland                 | LNH        | 21  | 1                | 2                | 3                | 6                |                  |   |                      |                      |                      |                      |                      |
| 1968-1969  | Barons de Cleveland             | LAH        | 49  | 14               | 13               | 27               | 41               | 5                | 1 | 0                    | 1                    | 0                    |                      |                      |
| 1970-1971  | Gems de Dayton                  | LIH        | 50  | 23               | 18               | 41               | 20               | 10               | 3 | 4                    | 7                    | 4                    |                      |                      |
| 1973-1974  | Hornets de Cambridge            | OHA Sr     | 16  | 7                | 5                | 12               | 12               |                  |   |                      |                      |                      |                      |                      |
| 1974-1975  | Innsbruck EV                    | ÖEL        | 28  | 18               | 13               | 31               | 16               |                  |   |                      |                      |                      |                      |                      |
| Totaux LNH | Totaux LNH                      | Totaux LNH | 152 | 21               | 19               | 40               | 46               |                  |   |                      |                      |                      |                      |                      |